# Доброславиці (Нижньосілезьке воєводство)
Доброславиці (пол. Dobrosławice) — село в Польщі, у гміні Жміґруд Тшебницького повіту Нижньосілезького воєводства.
Населення — 172 особи (2011).
У 1975—1998 роках село належало до Вроцлавського воєводства.

## Демографія
Демографічна структура станом на 31 березня 2011 року:
|          | Загалом | Допрацездатний вік | Працездатний вік | Постпрацездатний вік |
| -------- | ------- | ------------------ | ---------------- | -------------------- |
| Чоловіки | 87      | 22                 | 55               | 10                   |
| Жінки    | 85      | 23                 | 47               | 15                   |
| Разом    | 172     | 45                 | 102              | 25                   |